# 西郷隆準
西郷 隆準（さいごう たかのり、旧字体：西鄕 隆󠄁準、1864年〈元治元年〉 - 1905年〈明治38年〉6月26日）は、西郷吉二郎の長男。幼名は勇袈裟（ゆうげさ）。式部官正六位。西郷隆興は子。西郷隆盛・西郷従道は叔父。

## 来歴
西郷吉二郎の長男として薩摩国鹿児島城下に生まれる。慶応4年8月14日、戊辰戦争で父の吉二郎が戦死する。明治2年11月11日、吉二郎の戦功によりにより、扶持米70俵を30年限り下賜され、明治3年閏10月14日に西郷隆盛家より分家した。1892年（明治25年）獨逸國郵便制度取り調べを嘱託される。
墓は、東京の青山霊園にある。

## 栄典
位階
- 1892年（明治25年）2月17日 - 正八位[1]
- 1905年（明治38年）6月25日 - 正六位[2]

勲章等
- 1896年（明治29年）10月21日 - 勲六等瑞宝章[3]

## 親族
- 父：西郷吉二郎
- 母：マス（有馬九之丞の娘。慶応元年10月16日死去。法名は玉質貞艶大姉。西郷小兵衛妻とは別人）
- 継母：園（仁礼平蔵の妹）。
- 姉：ミツ《足立幾彦の妻、母は有馬氏》
- 妻：みき子、ミキ（高階経本の二女）隆準亡き後、伊地知幸介の妻。東宮御養育掛。
- 長男：隆興。士族。東京帝国大学卒、神戸造船所技師としてZurich工科大学に留学。昭和7年6月28日「余剰水排出装置」特許を同社に委譲した。没年昭和12年。

## 備考
- 2023年（令和5年）、西郷菊次郎や西郷寅太郎らと洋行中の1885年に米国のワシントンで撮影された写真が発見されたが、この写真は隆準が撮影されたものとしては初出のものである[4]。

## 登場作品
テレビドラマ
- 『翔ぶが如く』（1990年、NHK大河ドラマ）- 演：早津翔太（幼少期）→長谷川歩
- 『西郷どん』（2018年、NHK大河ドラマ）- 演：築谷櫂（幼少期）→永澤絢埜